# Victor Adam
Jean Victor Vincent Adam (* 28. Januar 1801 in Paris; † 30. Dezember 1866 in Viroflay bei Paris) war ein französischer Historienmaler und Lithograf.

## Leben
Der Sohn des Radierers und Graveurs Jean Adam. Er war ein Schüler von Charles Meynier und Jean-Baptiste Regnault. Er trat im Alter von 13 Jahren 1814 in die École des Beaux-Arts ein und debütierte 18-jährig mit seinen Werken im Pariser Salon. Er lieferte im Geschmack der Restaurationszeit Darstellungen aus der älteren französischen Geschichte, aus der Revolutionszeit und den Napoleonischen Feldzügen. Er wurde angestellt, um für das Museum in Versailles einige Gemälde anzufertigen. Er zeigte in der Komposition Gewandtheit, erreichte aber nicht seine berühmteren Zeitgenossen Nicolas-Toussaint Charlet und Hippolyte Bellangé. Viele seiner Historienbilder wurden durch  lithographische und andere Vervielfältigung bekannt. Später wandte er sich ausschließlich der Lithografie zu. Seine gedruckten Blätter füllen im Kupferstichkabinett der Bibliothèque nationale de France in Paris 24 Foliobände. Zu den lithographischen Alben zählen die Promenades dans Paris und die Fetes des environs de Paris sowie eine Folge von Haustieren. Adam erhielt mehrere goldene Medaillen in Lille (1824 und 1836 eine Medaille zweiter Klasse), Paris und im Jahr 1829 in Douai. Er fertigte mehrere Reihen mit Lithografien militärischer Uniformen, sowie Tierstudien, die teilweise als Vorlagen für den Zeichenunterricht dienten.

## Werke (Auswahl)
- La capitulation d’Ulm. (Schlacht bei Ulm)
- La défense de Paris en 1814
- Schlacht von Castiglione
- Schlacht von Montebello, Schloss Versailles, Galerie

Lithografien
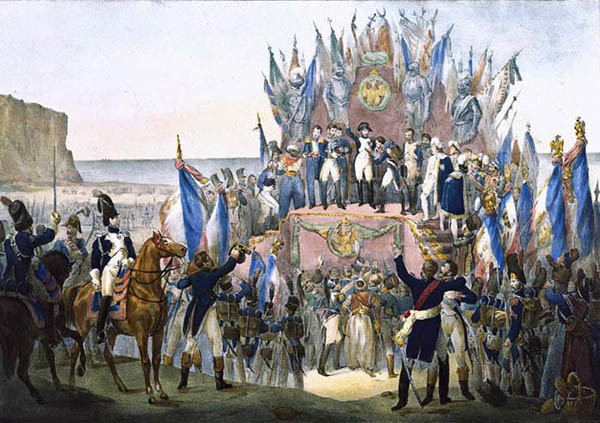
Charles Motte (1829) nach Victor-Jean Adams Original: Die erste Auszeichnungszeremonie der Ehrenlegion bei Boulogne, 16. August 1804
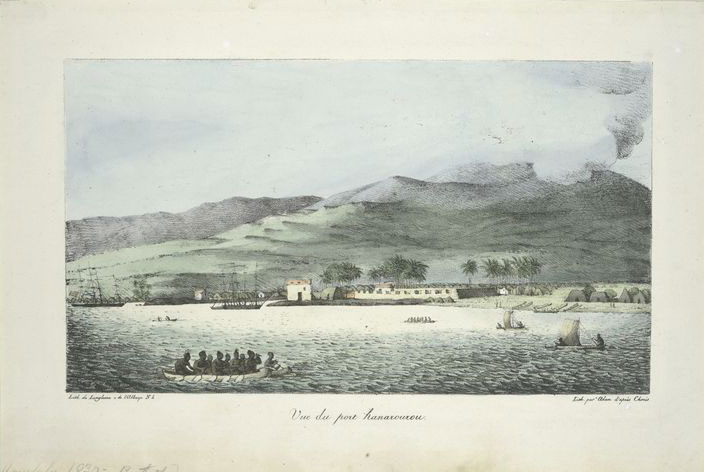
Ansicht des Hafens von Port Hanarourou (Madagaskar), aus Voyage pittoresque autour du monde (1822)
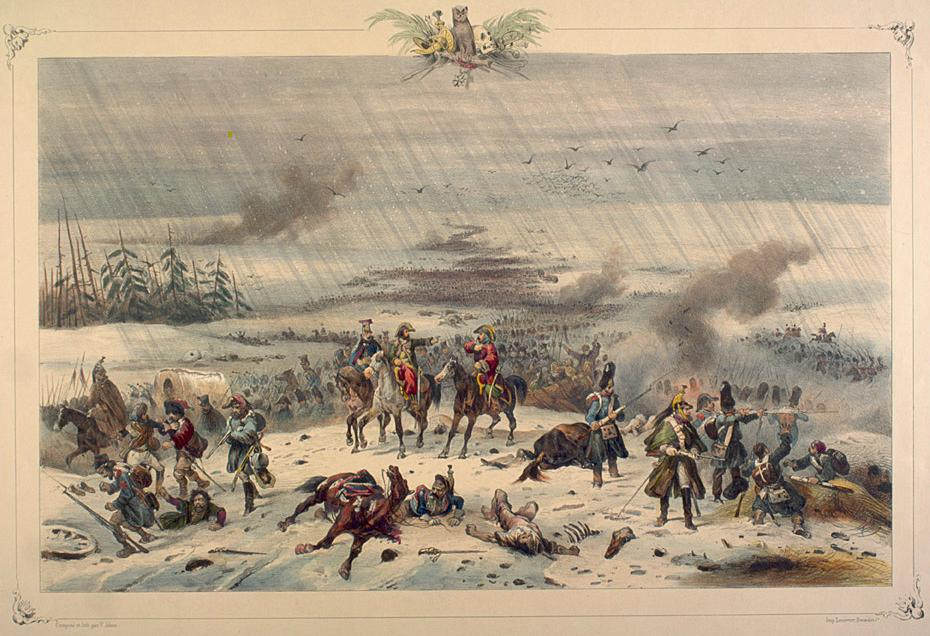
Rückzug Napoleons aus Russland, 3. November 1812

Illustrationen
- Charles Nodier: Fables de Florian. illustriert von Victor Adam, mit einer Mitteilung von Charles Nodier und einem Essay über die Fabel. H. L. Delloye, Paris 1838 (archive.org – Die Fabeln des Schriftstellers Jean-Pierre Claris de Florian).
- Georges Louis Leclerc Buffon, Georges Cuvier, Achille Comté, Victor Adam: Keepsake d’histoire naturelle – description des oiseaux suivie d’un exposé de l’art de les préparer et de les conserver. Bazouge-Pigoreau, London 1838 (biodiversitylibrary.org).
- Viaggio d’un cacciatore nelle diverse parti del mondo … Giuseppe Antonelli, Venedig 1841 (archive.org).